# Paolo da Caylina le Jeune
Pour les articles homonymes, voir Caylina.
Paolo da Caylina le Jeune (Paolo da Caylina il Giovane en italien), fils de Paolo da Caylina l'Ancien ou Paolo da Brescia, est un peintre italien de l'époque de la Renaissance né à Brescia vers 1485 et mort dans sa ville natale vers 1545.

## Biographie
Paolo Caylina, dit le Jeune pour le distinguer de son père Paolo da Caylina l'Ancien, peintre lui aussi, est né à Brescia vers 1485. Il est le neveu du peintre Vincenzo Foppa, dont il sera plus tard l'héritier et l'exécuteur testamentaire.
Son activité initiale se déroule à Ferrare, où sa présence est attestée entre 1506 et 1507.
La chronologie de ses œuvres est problématique à cause du manque de documents certifiés, mais on peut la reconstituer sur base de ses changements stylistiques.
Ses premières œuvres sont remplies de références à Vincenzo Foppa, Bergognone et Vincenzo Civerchio.
Un chapitre notable de sa production est le retable de la Déposition de l'église de Angela Merici à Brescia.
En 1527, Paolo da Caylina le Jeune est engagé dans ce qui compte parmi ses œuvres les plus remarquables, à savoir la décoration, avec son contemporain Floriano Ferramola, du chœur du monastère de Santa Giulia à Brescia.

## Œuvres

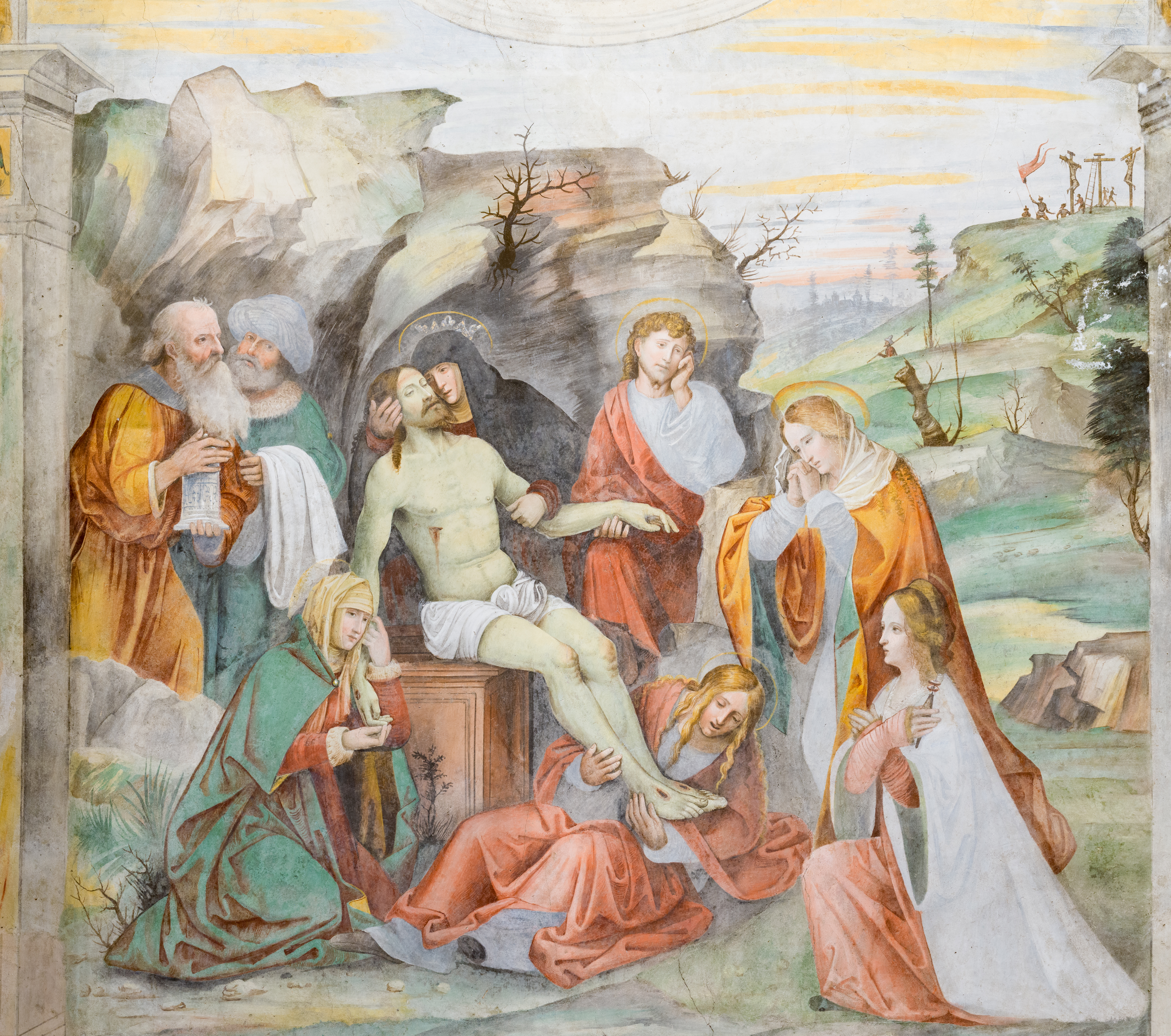
Fresque représentant la descente de croix par Paolo da Caylina le Jeune conservée au Museo di Santa Giulia à Brescia.

- Retable de la Déposition de l'église S. Angela Merici à Brescia ;

- S. Francesco e un devoto en l'église S. Angela Merici à Brescia, attribué à Paolo da Caylina le Jeune[1],[2] ;

- Profeti e Storie di S. Caterina e di S. Agostino, fresques sur l'arc triomphal du Santuario del Crocifisso à Bormio[3] ;

- Evangelisti, fresques sur la voûte du Santuario del Crocifisso à Bormio[3] ;

- Salita al Calvario, église San Pietro in Oliveto à Brescia[4] ;

- Déposition, église paroissiale de Pieve[5] ;

- Flagellazione dei Santi Nazaro e Celso et Decapitazione dei due Santi (Flagellation des saints Nazaire et Celse et Décapitation des deux saints), tempera sur toile attribuées à Paolo da Caylina le Jeune avec l'aide du Romanino, église Saint-Nazaire-et-Saint-Celse de Brescia[6],[7] ;

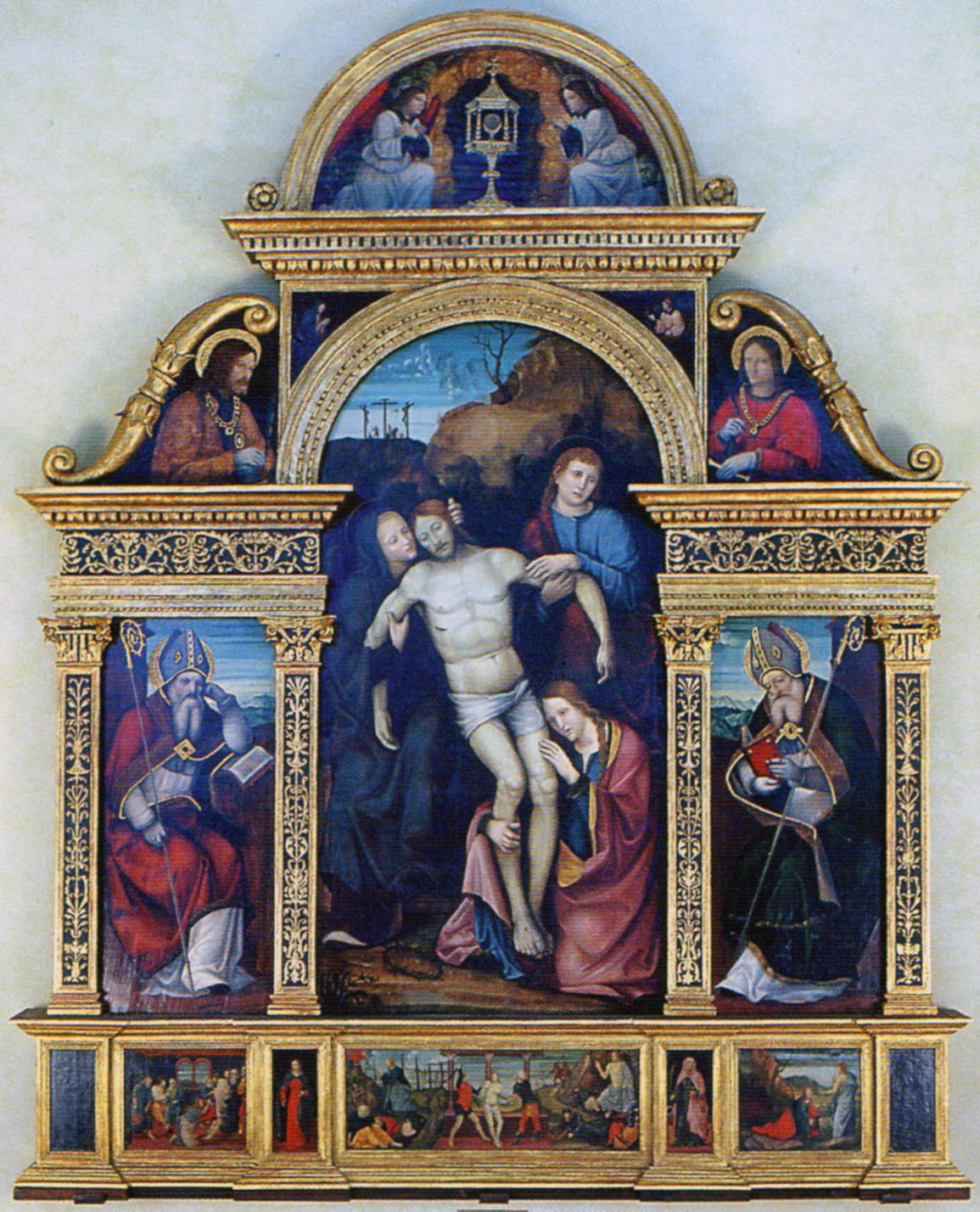
Polittico della deposizione